# Tentatives infructueuses de participation au Concours Eurovision de la chanson
Depuis sa première édition en 1956, cinquante-deux pays ont déjà participé au Concours Eurovision de la chanson. La participation au concours est subordonnée à une condition majeure : être membre de l'Union européenne de radio-télévision (UER). Pour ce faire, les pays doivent être situés dans la zone géographique de diffusion de l'UER (ou être membre du Conseil de l'Europe) et disposer d'un diffuseur public.
Jusqu'à présent, au moins trois pays ont tenté de concourir, mais ont vu leur tentative échouer : le Liechtenstein, en 1976 et 2010 ; la Tunisie, en 1977 et le Liban, en 2005.

## Liban
Initialement, le Liban devait faire ses débuts au Concours Eurovision de la chanson 2005. La chanson retenue par la télévision publique libanaise était Quand tout s'enfuit, interprétée par Aline Lahoud. Mais le pays se retira ultérieurement, un accord n'ayant pu être trouvé avec l'UER sur les modalités de retransmission du concours.
Le Liban jugea qu'il ne pouvait se conformer au règlement du concours. Les télévisions participantes ont en effet l'obligation de diffuser l'intégralité de l'émission (à l'exception des pauses commerciales). Or, la constitution du pays interdit la promotion de produits venant d'Israël. Cela empêchait la télévision publique libanaise de diffuser la chanson israélienne, en violation du règlement.

## Liechtenstein
Pendant longtemps, l'on crut que le Liechtenstein avait souhaité faire ses débuts en 1969, avec la chanson Un beau matin, interprétée par Vetty. Pourtant, à l'époque, le pays ne possédait pas de diffuseur public. De plus, la chanson était en écrite en français, alors que la langue nationale du Liechtenstein est l'allemand. Il apparut plus tard qu'il s'agissait d'une plaisanterie, montée par l'animateur et comédien français Jacques Martin.
En 1976, le pays souhaita réellement faire ses débuts et sélectionna pour le représenter la chanson Little Cowboy, interprétée par Biggi Bachmann. Mais comme le Liechtenstein ne possédait toujours pas de diffuseur public, sa candidature fut refusée par l'UER.
Ce n'est qu'en août 2008 que la principauté se dota de son premier diffuseur public : 1FLTV. Celui-ci introduisit sa première demande d'admission à l'UER en septembre, avec l'intention de participer à l'édition 2010 du concours. Cette demande n'aboutit cependant pas, faute de moyens financiers nécessaires de la part de 1FLTV.
C'est à nouveau l'absence de moyens financiers qui empêcha 1FLTV d'adhérer à l'UER en 2010, 2011 et 2012. En 2022, le diffuseur liechtensteinois n'est toujours pas membre de l'UER.

## Tunisie
En 1977, la Tunisie s'inscrivit pour faire ses débuts à la vingt-deuxième édition du concours, mais se retira au dernier moment, sans donner plus d'explications.
En 2007, la télévision publique tunisienne confirma publiquement qu'elle ne participerait au concours ni cette année-là, ni dans un futur proche. L'Établissement de la télévision tunisienne, bien que membre de l'Union européenne de radio-télévision et éligible à une participation, cita comme motif de son choix des demandes gouvernementales.
À ce jour, le Maroc demeure le seul pays d'Afrique à avoir participé au concours.